# 大澤正之
大澤 正之（おおさわ まさゆき、1942年または1943年 - ）は、日本の地方公務員。横浜市財政局長、同収入役、横浜商工会議所専務理事を歴任。瑞宝小綬章受章。

## 人物・経歴
横浜市役所入職。財政関係を担当した際、課長級までは毎年秋から翌年春まで半年近く休日なしの、民間でも考えられないような過酷な生活を送った。福祉局長、2000年 (平成12年) 4月 同職を田中克子と交代し渡邊浩志の後任として財政部長、2003年4月 同職を深川邦昭と交代し横浜市収入役就任、2006年3月 収入役を辞職。
市役所退職後に横浜商工会議所専務理事、財団法人横浜市ふるさと歴史財団理事、株式会社横浜国際平和会議場社外監査役、社会福祉法人親善福祉協会監事。

## 栄典
- 2017年 春の叙勲で地方自治功労により瑞宝小綬章を受章[1]